# Artemisia occidentalisinensis
Artemisia occidentalisinensis là một loài thực vật có hoa trong họ Cúc. Loài này được Y.R.Ling mô tả khoa học đầu tiên năm 1988.